# ديفيد ميرفي (لاعب كرة قاعدة)
ديفيد ميرفي (بالإنجليزية: David Murphy) هو لاعب كرة قاعدة أمريكي، ولد في 18 أكتوبر 1981 في هيوستن في الولايات المتحدة.

## وصلات خارجية
- ديفيد ميرفي على موقع دوري كرة القاعدة الرئيسي (الإنجليزية)
- ديفيد ميرفي على موقعبيزبول رفرنس.كوم (الدوري الرئيسي) (الإنجليزية)
- ديفيد ميرفي على موقعبيزبول رفرنس.كوم (الدوري الثانوي) (الإنجليزية)
- ديفيد ميرفي على موقع إي إس بي إن.كوم (أم.أل.بي) (الإنجليزية)
- ديفيد ميرفي على موقع مشجعي الرسوم البيانية (الإنجليزية)